# Buste van Hercules
De Buste van Hercules is een terracottabeeld van een figuur in de Griekse mythologie, Herakles, ook wel bekend onder de Romeinse naam Hercules. De sculptuur werd gemaakt door beeldhouwer en architect Lucas Faydherbe. Dit barokke beeld werd vervaardigd tussen 1675 en 1685 en is tentoongesteld in het Rubenshuis te Antwerpen. 

## Iconografie
Hercules, hier getooid met een leeuwenvacht, is een buste in een reeks van tien en prominent aanwezig in zijn werk met terracotta. Het doel, de datering en de situering van deze bustes zijn nog steeds een onderwerp van discussie. Hercules en zijn pendant Omphale hebben een gemeenschappelijke geschiedenis in de mythologie en zijn de figuren die het vaakst worden geportretteerd in de reeks bustes. De eerste kreeg van het orakel van Delphi te horen dat hij, om te genezen, een leven als slaaf moest beginnen. Die slavendienst verrichtte hij aan het hof van Omphale, de koningin van Lydië.

## Achtergrond
Wat bekend is over deze terracottabeelden is afgeleid van één gesigneerd exemplaar, een buste van Omphale, met achteraan het opschrift FAYD. Dit beeld is samen met een buste van Hercules bewaard in het Museum Hof van Busleyden. De andere uit de reeks zijn terechtgekomen in musea in Londen, in een privéverzameling in Duffel en in Oxford. In 1998 werd er een in een kunsthandel te Firenze gezien. Alhoewel ze licht afwijkend zijn van elkaar (details, opsmuk en afmetingen) behoren ze allemaal tot het oeuvre van Faydherbe. De Omphale in Duffel wijkt meer af voor wat betreft het detail van het gelaat, decoratie en kleding en zou door een medewerker van Faydherbe zijn vervaardigd. Men kan aannemen dat het succes van deze beelden aanleiding gaf tot het vervaardigen van een aantal exemplaren met kleine afwijkingen.
Hedendaagse kunstkenners zijn ervan overtuigd dat ze niet dienden als voorstudie voor marmeren beelden zoals recent nog gedacht. De beelden in het Mechels museum werden door Faydherbes monografische auteur Libertus op basis van de stijl gedateerd rond 1675-1680. Thermoluminescentiedatering uitgevoerd in Oxford op het beeld daar plaatst het werk in 1677. Britse kunstexperten dateren de Londense Hercules dan weer iets vroeger en dit op basis van stijlanalyse, meer bepaald de verfijndere detaillering. Om ze te plaatsen tussen 1675 en 1685 lijkt dus verantwoordbaar.

## Geschiedenis
Het werk kwam in 1935 terecht in de privéverzameling van Charles Van Herck (inventarisnummer: CVH 12B). In 1997 werd het werk als onderdeel van een groter lot van 122 terracottabeelden door het Erfgoedfonds van de Koning Boudewijnstichting aangekocht. In 2000 werd het werk in bruikleen toevertrouwd aan het Rubenshuis waar het een publieke functie kreeg en tentoongesteld wordt.